# Edizioni e/o
Edizioni e/o è una casa editrice italiana fondata da due coniugi, Sandro Ferri e Sandra Ozzola, nel 1979. Pubblica libri di narrativa italiana e straniera.

## Storia

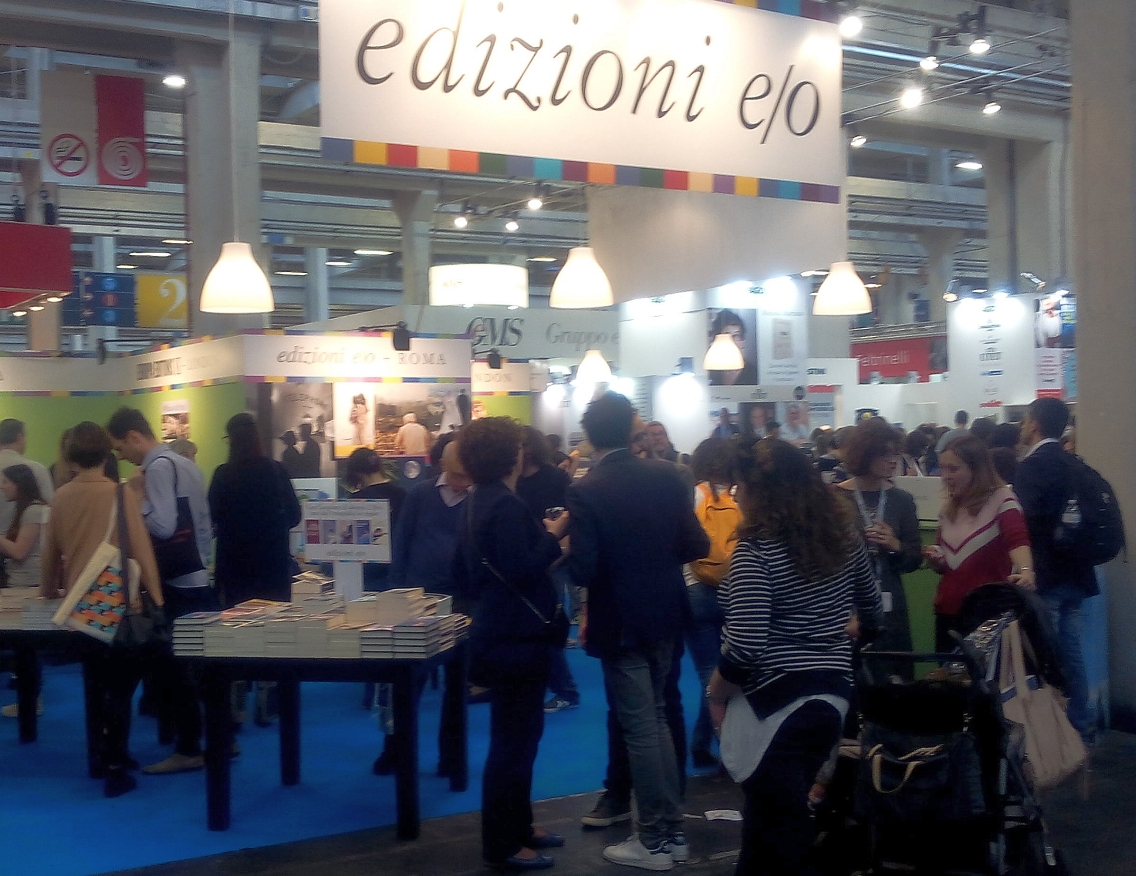
Stand dell'editore al Salone internazionale del libro 2016

L'attività della casa editrice fu inizialmente caratterizzata dalla pubblicazione di scrittori dell'Europa dell'est, quando ancora vigevano nei loro confronti ostracismo o strumentalizzazioni politiche.
Ha inoltre contribuito alla diffusione in Italia del noir mediterraneo, pubblicando autori, poi divenuti di successo, quali Jean-Claude Izzo e Massimo Carlotto. Presta da sempre un'attenzione particolare alla letteratura femminile pubblicando le opere di scrittrici come Muriel Barbery, autrice del best seller internazionale L'eleganza del riccio, Elena Ferrante, Lia Levi, Lilia Hassaine e Alice Sebold. Tra gli autori di successo della casa editrice figurano, tra gli altri, Bohumil Hrabal, Christa Wolf, Kazimierz Brandys, Christoph Hein, Veit Heinichen e Benjamin Tammuz.
Dopo lunghi anni di esperimenti volti a favorire il dialogo tra culture diverse e tradurre autori poco noti al grande pubblico, nel 2005 i due fondatori hanno lanciato la Europa Editions, con sede a New York, per proporre i propri titoli in lingua inglese.